# Waldemar Christofer Brøgger (Geologe)

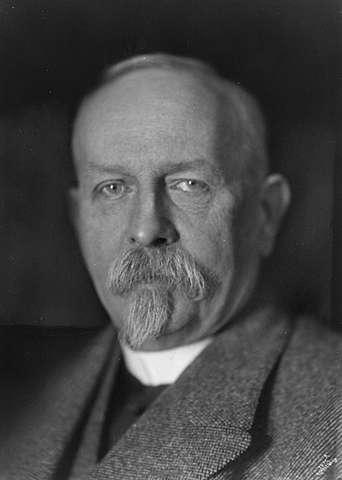
Waldemar Christofer Brøgger, 1922

Waldemar Christofer Brøgger (* 10. November 1851 in Christiania, heute Oslo; † 17. Februar 1940 ebenda) war ein norwegischer Mineraloge und Geologe.

## Leben
Waldemar Christofer Brøgger wurde 1851 als Sohn des norwegischen Druckereibesitzers und Verlegers Anton Wilhelm Brøgger und dessen Frau Oline Marie, geb. Bjerring, in Christiania geboren, dem heutigen Oslo, und besuchte die dortige Kathedralschule. Er studierte zunächst an der Königlichen Friedrichs-Universität Zoologie und arbeitete über die Mollusken im Oslofjord. Unter dem Einfluss von Theodor Kjerulf wandte er sich der Geologie zu. Mit seinem Studienkollegen Hans Reusch veröffentlichte er Arbeiten über Gletschertöpfe in der Gegend von Oslo (Jættegryder ved Christiania, Kopenhagen 1874) und die Apatit-Vorkommen bei Oslo, die auch international Aufmerksamkeit fanden. Beide wurden Mitarbeiter der Norges geologiske undersøkelse (Geologischer Dienst Norwegens) und unternahmen 1875/76 Exkursionen nach Korsika und Elba.
1881 wurde Brøgger Professor für Mineralogie und Geologie an der Technischen Universität Stockholm. Einen Ruf nach Uppsala 1886 lehnte er ab, wegen der Aussicht auf eine Professur an der Universität in Oslo, die er 1888 als Nachfolger des verstorbenen Kjerulf antrat.
Er war in Oslo mehrfach Dekan für Naturwissenschaften und 1907 bis 1911 Rektor der Universität. 1917 trat er von seiner Professur zurück, um sich der Forschung und Wissenschaftsorganisation zu widmen. Brøgger war auch an der Gründung des Geologischen Museums in Oslo (Tøyen) wesentlich beteiligt, das ab 1920 gebaut und im selben Jahr eröffnet wurde.
Der Prähistoriker und Politiker Anton Wilhelm Brøgger (1884–1951) war sein Sohn.

## Wissenschaftliche Arbeiten
Er arbeitete insbesondere über die Eruptivgesteine der Oslo-Region und die Differentiationsprozesse bei Plutoniten und Vulkaniten. Brøgger forschte aber auch über das Paläozoikum Norwegens und zur Quartärgeologie (Meeresspiegelschwankungen im Bereich Oslo). Von ihm stammen viele Erstbeschreibungen magmatischer Gesteine (beispielsweise Karbonatit), nicht alle sind heute noch Bestandteil der petrographischen Nomenklatur. 1923 erschien seine mit Jakob Schetelig erarbeitete geologische Übersichtskarte für den Oslograben (Geologisk Oversiktskart over Kristianiafeltet) im Maßstab 1:250.000.
Der Mount Brøgger im ostantarktischen Viktorialand und der Brøgger-Gletscher auf Südgeorgien sind ihm zu Ehren benannt.

## Ehrungen und Mitgliedschaften
1891 erhielt er die Murchison Medal und 1911 die Wollaston Medal der Geological Society of London. Er war Ehrendoktor der Universitäten Cambridge, Oxford, Heidelberg, Glasgow, Stockholm und Uppsala sowie Mitglied der Königlich Norwegischen Akademie der Wissenschaften, deren Präsident er 1915 bis 1923 war und danach abwechselnd Vizepräsident und Präsident bis 1935 (als er Ehrenmitglied wurde), der Königlichen Gesellschaft der Wissenschaften in Uppsala (1889), der Königlich Schwedischen Akademie der Wissenschaften (1890), der Königlich Dänischen Akademie der Wissenschaften (1892), der Russischen Akademie der Wissenschaften (1898) (Ehrenmitglied ab 1930), der Kungliga Vetenskaps- och Vitterhetssamhället i Göteborg (1900), der Göttinger Akademie der Wissenschaften (1902), der Königlichen Physiographischen Gesellschaft in Lund (1903), der National Academy of Sciences (1903), der Académie des sciences (1904), der Royal Society of Edinburgh (1905), der American Academy of Arts and Sciences (1914), der Bayerischen Akademie der Wissenschaften (1902), der Preußischen Akademie der Wissenschaften (1924) und Fellow der Royal Society. 1927 erhielt er die erste Gunnerus-Goldmedaille der Königlich Norwegischen Akademie der Wissenschaften. 1895 wurde er Ritter des Sankt-Olav-Ordens 1. Klasse, 1902 dessen Kommandeur und 1911 Träger von dessen Großkreuz-Stufe.

## Schriften (Auswahl)
- Die silurischen Etagen 2 und 3 im Christianiagebiet und auf Eker (1882)
- Ueber die Bildungsgeschichte des Kristianiafjords. ein Beitrag zum Verständniss der Fjord- und Seebildung in Skandinavien. Kristiania 1886.
- Die Eruptivgesteine des Kristianiagebietes. 7 Teile, Videnskapsselskapets Skrifter I. Math.-naturvet. Klasse: 1894 Nr. 4; 1895 Nr. 7; 1897 Nr. 6; 1920 Nr. 9; 1930 Nr. 6; 1932, Nr. 7; 1933 Nr. 1 (auch Vergleich mit der Eruptiv-Provinz Predazzo in Südtirol in Teil 2 und über das Fen-Gebiet in der Telemark in Teil 4)
- mit N. Rolfsen: Fridtjof Nansen 1861–1893. Kopenhagen 1896. (deutsche Übersetzung von Eugen von Enzberg)
- Om de senglaciale og postglaciale Nivåforandringer i Kristianiafeltet (1900–1901)
- Strandliniens Beliggenhed under Stenalderen i det sydøstlige Norge (1905)
- Die Mineralien der südnorwegischen Granit-Pegmatitgänge. (in zwei Teilen) Videnskabsselskabets skrifter. Math.-naturvet. Klasse, Kristiania 1906 (Niobate, Tantalate, Titanate und Titanoniobate), 1922. (Silikate der seltenen Erden)
- Fridtjof Nansens Fond til videnskapens fremme.1896-1916. Kristiania 1916.
- mit Jakob Schetelig, Thorolf Vogt: Die Mineralien der südnorwegischen Granit-Pegmatitgänge. In: Videnskapsselskapet i Kristiania, Matematisk-Naturvidenskapelig Klasse. Kristiania 1922,1.
- Om rombeporfyrgangene og de dem ledsaagende forkastninger i Oslofeltet. Oslo 1933.
- The South Norwegian hyperites and their metamorphism. Oslo 1934.

### Geologische Karten
- mit Brit Hofseth: Geologisk kart over Levanghalvøen og omgivelser 1:50 000. Holleia og Troms 1942.
- mit Jakob Schetelig: Geologisk Oversiktskart over Kristianiafeltet 1:250 000. Norges Geologiske Undersøkelse, Kristiania 1923.
- mit Jakob Schetelig: Eiker, geologisk kart, 1:100 000. Norges Geografiske Opmaling, Oslo 1935.

### Aufsätze
- mit P. T. Cleve u. a.: Die Mineralien der Syenitpegmatitgänge der südnorwegischen Augit- und Nephelinsyenite. In: Zeitschrift für Mineralogie und Kristallographie. Band 16, 1890.
- Norges geologi. In: Rolfsen, Werenskiold (Hrsg.): Norge i det nittende Aarhundrede. 1900, S. 1–32.